# سيدريك وايت
سيدريك وايت (بالإنجليزية: Cedric Wyatt) هو سياسي أسترالي، ولد في 7 أبريل 1940، وتوفي في 25 سبتمبر 2014 في برث في أستراليا. حزبياً، نشط في الحزب الليبرالي الأسترالي.